# Mantophasma zephyra
Mantophasma zephyra är en insektsart som beskrevs av Zompro, Klass, Kristensen och Joachim Ulrich Adis 2002. Mantophasma zephyra ingår i släktet Mantophasma och familjen Mantophasmatidae. Inga underarter finns listade i Catalogue of Life.

## Bildgalleri

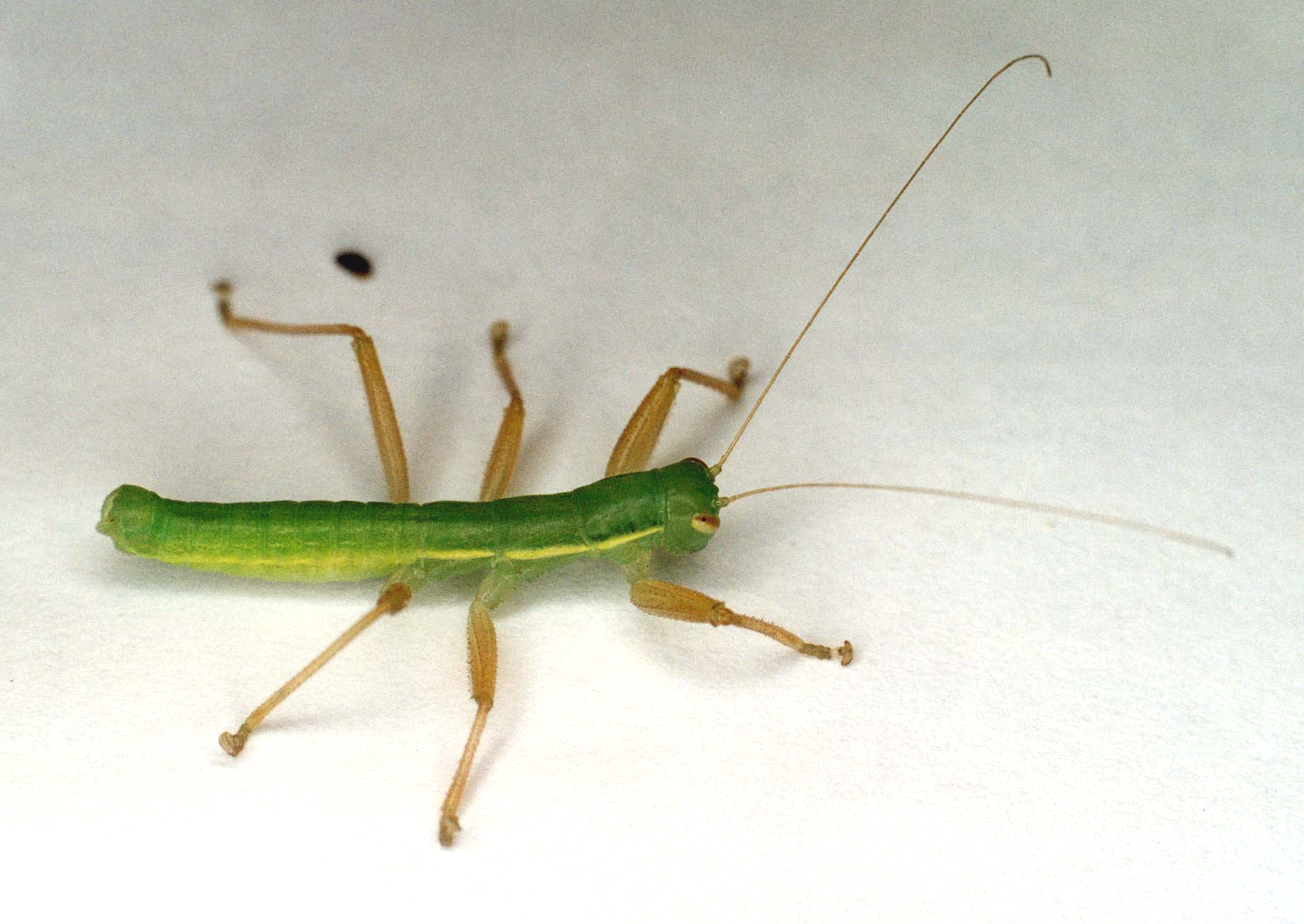